# Heinrich-Heine-Denkmal (Toulon)

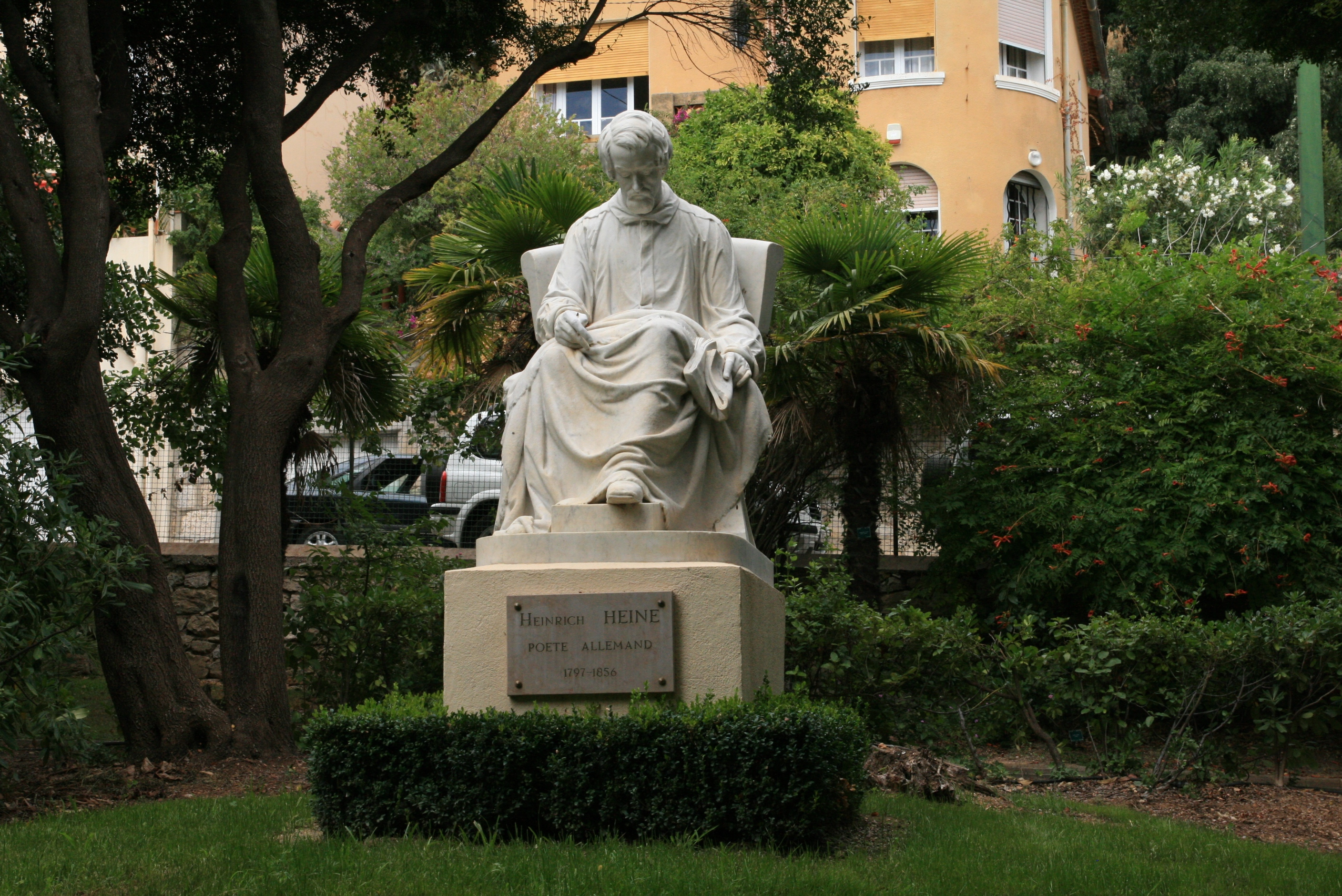
Das Heine-Denkmal in Toulon

Das Heinrich-Heine-Denkmal im südfranzösischen Toulon wurde 1891 von Louis Hasselriis geschaffen. Die  Marmorskulptur stellt den älteren, kränkelnden Dichter Heinrich Heine  sitzend dar. Zunächst auf Korfu, dann in Hamburg und anschließend in Altona aufgestellt, befindet sich das Denkmal seit 1956 im Botanischen Garten Toulons.

## Geschichte

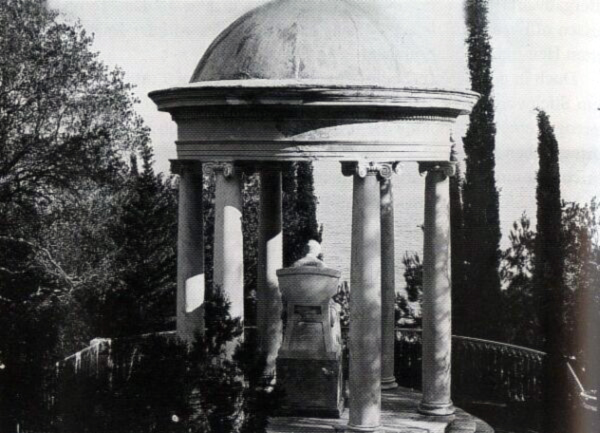
Das Heine-Denkmal noch auf Korfu, ca. 1895

Das Heine-Denkmal wurde 1891 von Louis Hasselriis für Kaiserin Elisabeth von Österreich-Ungarn geschaffen und im selben Jahr im Park ihres Schlosses Achilleion auf Korfu aufgestellt. Nach ihrem Tod kaufte der deutsche Kaiser Kaiser Wilhelm II. das Schloss. Er ließ die Figur 1908 entfernen, da er Heine verabscheute.

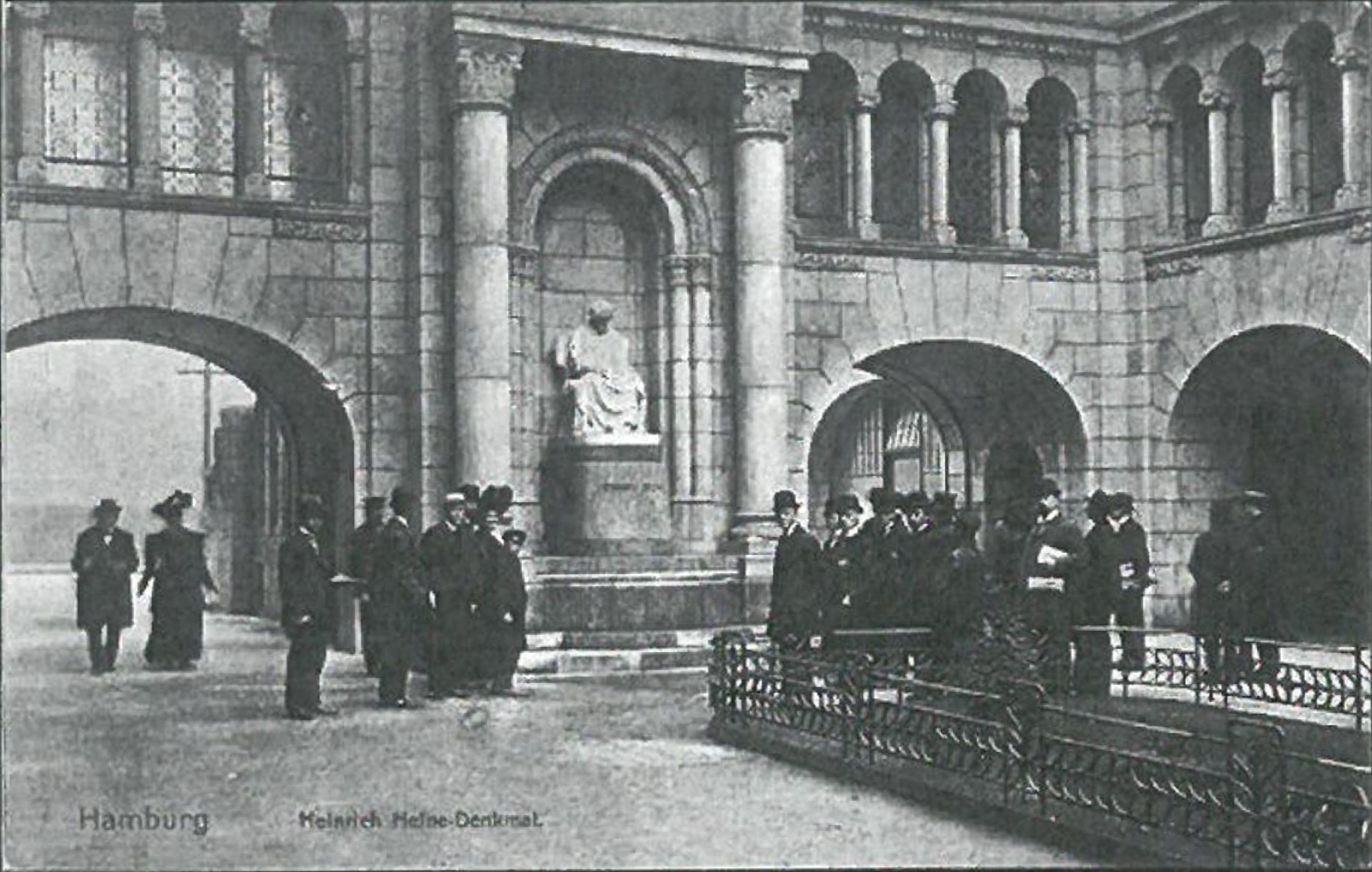
Heinrich-Heine-Denkmal, Kontorhaus Barkhof Hamburg, 1910

Julius Campe, in dessen Verlag im 19. Jahrhundert viele Werke Heines erschienen waren, konnte die Skulptur 1909 vom kaiserlichen Hofmarschallamt erwerben. So gelangte sie in die Hamburger Innenstadt, ihren zweiten Standort. Von dort kam sie 1927 an ihren dritten Standort, nach Altona.

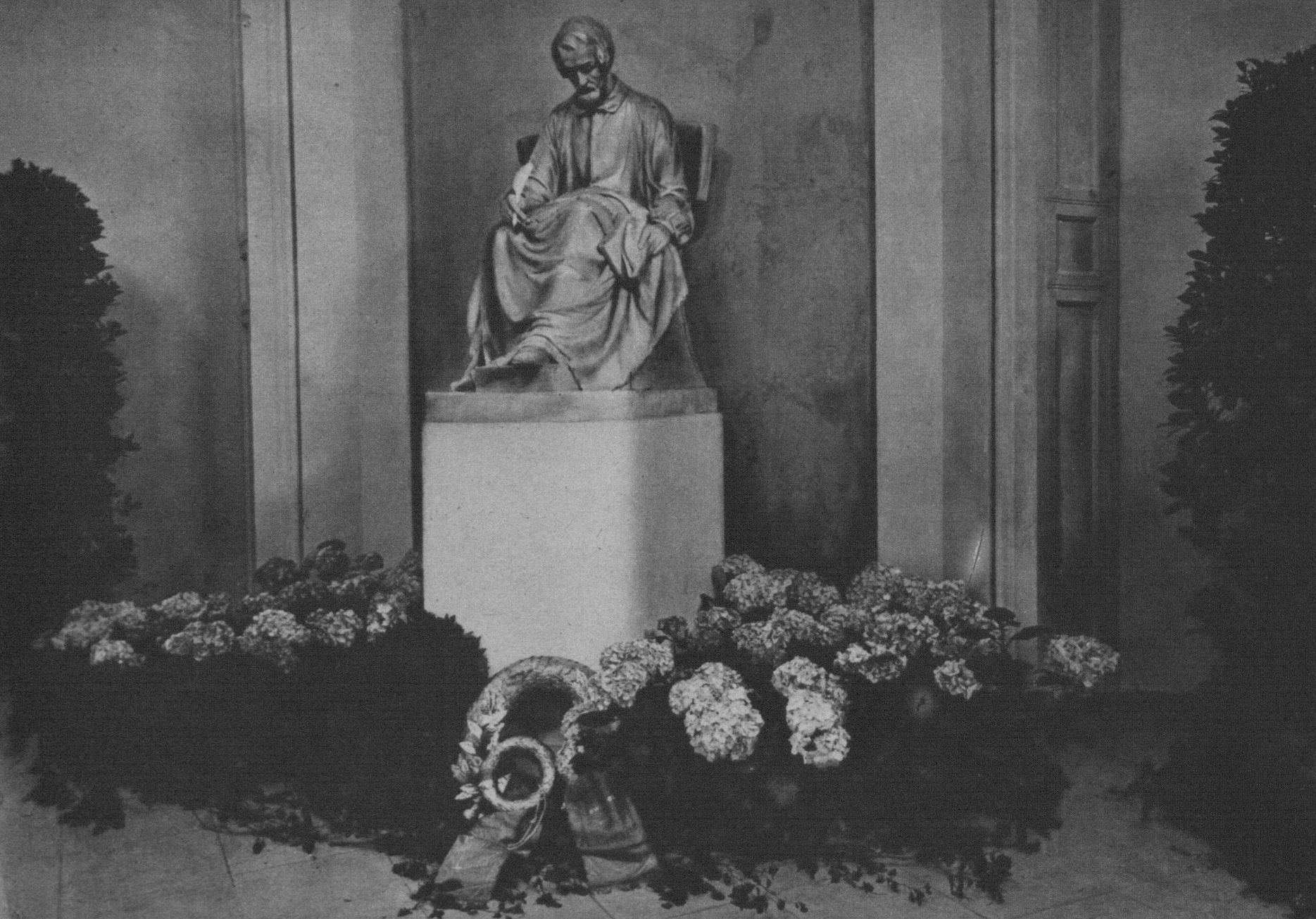
Das Heine-Denkmal 1927 in Altona

Um es vor den Nationalsozialisten zu schützen, ließ Campes Tochter Olivia Bouchard, die als Künstlerin in Paris arbeitete, das Denkmal 1939 nach Frankreich bringen. Es war bis 1947 in Marseille eingelagert, wurde dann nach Toulon verbracht und dort 1956 im Botanischen Garten / Mourillon aufgestellt. Hier befindet es sich bis heute.
Eine Initiative des Schauspielers Christian Quadflieg, das Denkmal 2004 nach Hamburg zurückzuholen, scheiterte. Es sollte in der Nähe des Heine-Hauses aufgestellt werden.